# 邓师韩
邓师韩，江西庐溪人，清朝政治人物。
拨贡出身。同治四年（1865年）至同治六年（1867年），擔任利川知县，同治五年（1866年）集资修建城南钟灵院书院。